# Hyaenosa strandi
Espèce
Hyaenosa strandi est une espèce d'araignées aranéomorphes de la famille des Lycosidae.

## Distribution
Cette espèce est endémique d'Éthiopie.

## Étymologie
Cette espèce est nommée en l'honneur d'Embrik Strand.

## Publication originale
- Caporiacco, 1940 : Aracnidi raccolte nella Reg. dei Laghi Etiopici della Fossa Galla. Atti della Reale Accademia d'Italia, vol. 11, p. 767-873.